# Hemptinne
Hemptinne är en ort i Belgien.   Den ligger i provinsen Namur och regionen Vallonien, i den centrala delen av landet, 50 km sydost om huvudstaden Bryssel. Hemptinne ligger 138 meter över havet och antalet invånare är 503.
Terrängen runt Hemptinne är platt. Runt Hemptinne är det ganska tätbefolkat, med 100 invånare per kvadratkilometer.. Närmaste större samhälle är Namur, 17,3 km sydväst om Hemptinne. 
Trakten runt Hemptinne består till största delen av jordbruksmark.